# 浅田裕二
浅田 裕二（あさだ ゆうじ）は、日本の男性アニメ演出家、監督。こくぴっと所属

## 来歴・人物
『めちゃっこドタコン』などで制作進行を務め、演出助手を経て演出家となる。
代表作として『ポケットモンスター』シリーズが挙げられ、テレビシリーズではアニメーターの岩根雅明（玉川明洋、志村泉など、他のアニメーターの場合もある）とタッグを組んで長年参加しており、2010年にはDP編終盤部分（第171話「トゲキッス舞う! 王女さまのポケモンコンテスト!!」 - 第193話「想い出はパール! 友情はダイヤモンド!!」）と特別編（2011年に放送）の監督も担当した（須藤典彦と共同）。デジタルアニメの技術を会得してからは、劇場版で絵コンテ・演出の他、一部パートの撮影、テレビシリーズでは自身担当回の特殊効果作業（AG編の途中から）を自ら行っている。
岩根雅明同様、1990年代末期以降、『ポケットモンスター』シリーズでの仕事が多忙であることから、他の作品への参加があまり見られない。

## 参加作品

### テレビアニメ
- めちゃっこドタコン（1981年、製作進行）
- 銀河旋風ブライガー（1981年-1982年、製作進行）
- 機甲艦隊ダイラガーXV（1982年-1983年、製作進行）
- パタリロ!→ぼくパタリロ!（1982年-1983年、製作進行）
- おちゃめ神物語コロコロポロン（1982年-1983年、演出）
- キン肉マン（第1期：1983年-1986年、演出助手・演出）
- 六三四の剣（1985年-1986年、演出）
- Oh!ファミリー（1986年、絵コンテ・演出）
- Bugってハニー（1986年-1987年、絵コンテ・演出）
- マンガ日本経済入門（1986年-1987年、絵コンテ・演出）
- 青いブリンク（1989年-1990年、絵コンテ）
- キャッ党忍伝てやんでえ（1990年-1991年、絵コンテ・演出）
- おやゆび姫物語（1992年-1993年、演出）
- 恐竜惑星（1993年-1994年、絵コンテ）
- ポコニャン!（1993年、絵コンテ・演出）
- ミラクル☆ガールズ（1993年、絵コンテ・演出）
- ジーンダイバー（1994年-1995年、絵コンテ）
- おまかせスクラッパーズ（1994年-1995年、絵コンテ・演出）
- ストリートファイターII V（1995年、絵コンテ・演出）
- 愛天使伝説ウェディングピーチ（1995年-1996年、絵コンテ・演出）
- ドッカン!ロボ天どん（1995年-1996年、絵コンテ・演出）
- モジャ公（1995年-1997年、コンテ・演出）
- ポケットモンスターシリーズ
  - ポケットモンスター（1997年-2002年、絵コンテ・演出）
  - ポケットモンスター ミュウツー! 我ハココニ在リ（2000年、絵コンテ・演出）
  - ポケットモンスター アドバンスジェネレーション（2002年-2006年、絵コンテ・演出・特殊効果・仕上げ・OPEDアニメーション）
  - ポケットモンスター ダイヤモンド&パール（2006年-2010年[1]、監督（第171話 - 第191話・特別編）・絵コンテ・演出・特殊効果・OPEDアニメーション）
  - ポケットモンスター ベストウイッシュ（2010年-2012年、絵コンテ・演出・特殊効果・OPEDアニメーション）
  - ポケットモンスター ベストウイッシュ シーズン2（2012年-2013年、絵コンテ・演出・特殊効果・OPEDアニメーション）
  - ポケットモンスター ベストウイッシュ シーズン2 エピソードN（2013年、絵コンテ・演出・特殊効果・OPEDアニメーション）
  - ポケットモンスター ベストウイッシュ シーズン2 デコロラアドベンチャー（2013年、絵コンテ・演出・特殊効果）
  - ポケットモンスター XY（2013年-、絵コンテ・演出・特殊効果・ED絵コンテ・ED演出）
  - ポケットモンスター サン&ムーン（2016年 - 、絵コンテ・演出）
  - ポケットモンスター サイドストーリー（2002年、絵コンテ・演出）
  - ポケットモンスター （2019年 - 、絵コンテ・演出）
- シンデレラ物語（1996年、絵コンテ・演出）
- スージーちゃんとマービー（1999年-2000年、仕上げ）

- ポケモン不思議のダンジョンシリーズ
  - ポケモン不思議のダンジョン 出動ポケモン救助隊ガンバルズ!（2006年、演出・特殊効果）
  - ポケモン不思議のダンジョン 時の探検隊・闇の探検隊（2007年、演出・特殊効果）
  - ポケモン不思議のダンジョン 空の探検隊 時と闇をめぐる最後の冒険（2009年、絵コンテ・演出・特殊効果）
- さぁイコー! たまごっち（2007年、監督・絵コンテ・演出）

### OVA
- スクーパーズ（1987年、演出）
- 天空戦記シュラト 創世への暗闘（1991年-1992年、演出）
- グラップラー刃牙（1994年、監督・絵コンテ・演出）
- クイーン・エメラルダス（1998年、監督）
- アーリーレインズ（2003年、監督）

### 劇場アニメ
- 劇場版ポケットモンスターシリーズ
  - ピカチュウのなつやすみ（1998年、絵コンテ・演出）
  - ピカチュウたんけんたい（1999年、絵コンテ・演出・デジタルアニメーション）
  - ピチューとピカチュウ（2000年、絵コンテ・演出・デジタルアニメーション）
  - ピカチュウのドキドキかくれんぼ（2001年、絵コンテ・演出・デジタルアニメーション）
  - ピカピカ星空キャンプ（2002年、絵コンテ・演出・デジタルアニメーション）
  - おどるポケモンひみつ基地（2003年、絵コンテ・演出・撮影監督・仕上げ）※仕上げはあさだゆうじ名義
- 劇場版ポケットモンスター アドバンスジェネレーションシリーズ
  - 七夜の願い星 ジラーチ（2003年、演出）
  - 裂空の訪問者 デオキシス（2004年、絵コンテ・演出・撮影）
  - ミュウと波導の勇者 ルカリオ（2005年、絵コンテ・演出・撮影）
  - ポケモンレンジャーと蒼海の王子 マナフィ（2006年、演出・撮影）
- 劇場版ポケットモンスター ダイヤモンド&パールシリーズ
  - ディアルガVSパルキアVSダークライ（2007年、絵コンテ協力・演出・撮影）
  - ギラティナと氷空の花束 シェイミ（2008年、絵コンテ協力・演出・撮影）
- 劇場版 どうぶつの森（2006年、演出）
- えいがでとーじょー! たまごっち ドキドキ! うちゅーのまいごっち!?（2007年、演出）
- 劇場版ポケットモンスター ベストウイッシュシリーズ
  - メロエッタのキラキラリサイタル（2012年、絵コンテ・演出）
  - ピカチュウとイーブイ☆フレンズ（2013年、絵コンテ・演出）

### WEBアニメ
- たまごっちオリジナルアニメ（2008年、監督・絵コンテ・演出）
- 『ポケモンマスターズ』トレーナー大集結スペシャルアニメーション（2019年、監督）
- ポケットモンスター 神とよばれし アルセウス（2022年、監督・絵コンテ・演出）

### ゲーム
- サターンボンバーマン（アニメーション演出）
- 宇宙戦艦ヤマトシリーズ
  - 遥かなる星イスカンダル（アニメーション演出・デジタルコンポジット）
  - さらば宇宙戦艦ヤマト 愛の戦士たち（アニメーション演出・デジタルコンポジット・アニメーション編集）
  - イスカンダルへの追憶（アニメーション演出・撮影監督）
  - 暗黒星団帝国の逆襲（アニメーション演出・撮影監督）
  - 二重銀河の崩壊（アニメーション演出・撮影監督）
- 松本零士999 〜Story of Galaxy Express 999〜（アニメーション演出）